# استپی کرجی
استپی کرجی (نام علمی: Stipa gaubae) نام یک گونه از سرده استپی است. سرده استپی در ایران در حدود ۲۰ گونه گیاه گندمی چندساله و یکساله دارد.